# بامسيبلي (حجر)
'

تعديل مصدري - تعديل

بامسيبلي هي إحدى قرى عزلة الصداره بمديرية حجر التابعة لمحافظة حضرموت، بلغ تعداد سكانها 236 نسمة حسب تعداد اليمن لعام 2004.